# Traugott August Seyffarth
Traugott August Seyffarth (* 31. Oktober 1762 in Sitzenroda; † 13. April 1831 in Freiberg) war ein deutscher lutherischer Theologe.

## Leben
Der Sohn des Predigers Karl Friedrich Seyffarth (* 26. Februar 1726 in Reichenbach/Vogtland; † 22. März 1796 in Belgern) und dessen Frau Christiane Charitas Tittmann erhielt den ersten Unterricht vom Vater. 1776 bezog er die Landesschule Grimma und begann 1782 ein Studium an der Universität Wittenberg. Hier absolvierte er philosophische und theologische Studien, wobei ein prägender Lehrer Franz Volkmar Reinhard war. Unter dessen Führung erlangte er 1786 den akademischen Grad eines Magisters der philosophischen Wissenschaften. Obwohl er die Möglichkeit gehabt hätte, eine akademische Laufbahn zu verfolgen, zog es ihn in den Kirchendienst.
1786 wurde Seyffarth in die Reihe der Kandidaten für ein Predigtamt aufgenommen und wirkte anschließend als Hauslehrer angesehener Familien in Wurzen, Grimma und Dresden. 1792 erhielt er in Wittenberg seine Ordination als Pfarrer in Uebigau. Er wurde 1799 Superintendent in Liebenwerda, 1809 Superintendent in Herzberg (Elster) und 1812 Superintendent in Belzig. 1821 verlieh ihm die Universität Halle-Wittenberg die Doktorwürde der Theologie und 1822 wurde er Superintendent in Freiberg, wo er an einer Brustkrankheit erkrankt verstarb.

## Wirken
Während seiner dreißigjährigen Dienstzeit setzte sich Seyffarth besonders zur Verbesserung des Kirchen- und Schulwesens ein. Soerrichtete er kleine Schullehrerseminare, an denen sämtliche Schullehrer seiner Ephorie teilnahmen. Er erteilte den Schulmeistern seiner Amtsbezirke unentgeltlich, fast ohne alle Beihilfe Unterricht.
Es gelang ihm, die Einkünfte der Schulämter zu verbessern und sie dadurch mit brauchbaren Lehrern ober Gehilfen zu besetzen. Er errichtete neue Schulen und führte ein neues Gesangbuch ein, welches die nicht mehr allgemein verständlichen Kirchenlieder verdrängen sollte. Viele vernachlässigte Kirchen ließ er renovieren und wandelte sie in würdige Gotteshäuser um. Uneigennützig erwarb er sich ein Verdienst um die Verwaltung frommer Stiftungen der Witwen- und Waisenkassen, um die Archive seiner Ephorien und um ähnliche Institute. Auch als Schriftsteller erwarb sich Seyffarth zu seiner Zeit einen guten Namen.

## Familie
Aus seiner am 5. November 1792 in Sitzenroda geschlossenen Ehe mit Johanne Dorothea (* 29. März 1761; † 21. September 1853 in Leipzig), der Tochter des Juristen und Amtsakurars in Wurzen Johann Abraham Hertel, gingen mehrere Kinder hervor. Von diesen kennt man:
- Gustav Seyffarth (* 13. Juli 1796 in Uebigau; † 17. November 1885 in New York) verh. mit  Johanne Rosine Quasius, Professor der Archäologie in Leipzig
- Otto Seyffarth (* 7. September 1797 in Uebigau; † 24. Mai 1815 in Belzig)
- Emilie Seyffarth (* 30. November 1798 in Uebigau; † 5. September 1884 in Wittenberg) ⚭ 23. Mai 1820 in Belzig mit Georg Friedrich Jacob (* 15. März 1793 in Namsten bei Bitterfeld; † 16. August 1862 in Dessau) Freiherr von Freiberg und Preuss. Sec. Lt., Besitzer des Freigutes Authausen bei Düben

## Werke
- De vi vocabulorum  . . . et . . . ex sermon Paullino, inprimis in Epistola ad Romanos, rite constituenda. Wittenberg 1785
- De locis Novi Testamenti rite constituendis. Leipzig und Dresden 1789
- Rede an Dresdens gute Einwohner, nach Bestrafung eines Kindermörders. Dresden 1791
- Uebersetzung und Erklärung der gewöhnlichen Episteln und Evangelien an allen bei uns üblichen Sonn- und Festtagen. Leipzig 1792–1797, 7. Teile
- Wie die Begebenheit der Reformation die Achtung vergrößert, die wir der Bibel schuldig sind. Torgau 1801
- Leitfaden zur Mittheilung richtiger Christenthumskenntnisse. Leipzig 1804
- Predigt über die weise Besonnenheit, die ein Christ bei den Zerrüttungen großer Staaten an den Tag legen soll; den Bedürfnissen der jetzigen Zeit angemessen. Leipzig 1794
- Praktische Anweisung zu einer fruchtbaren Einrichtung der gewöhnlichen Sonn und Festtätigen Frühpredigten (Vormittagspredigten über die Evangelien); zum Gebrauche für solche, die bey diesen Predigten ihren eigenen Nachdenken durch gedrungene Gedanken eines Anderen zu Hülfe kommen wollen. Leipzig 1798–1799 1. und 2. Heft
- Der 1ste praktische Anhang zu der Übersetzung und Erklärung der Episteln und Evangelien. Auch unter dem Titel: Praktische Anweisung zu einer fruchtbaren Einrichtung der gewöhnlichen Sonn und Festtägigen Frühpredigten, zum Gebrauche für solche, die bei diesen Predigten ihrem eigenen Nachdenken durch gedrungene Gedanken eines Anderen zu Hülfe kommen wollen. Leipzig 1798, 1. Heft, Leipzig 1799, 2. Heft
- Uebersetzung und Erklärung der gewöhnlichen Episteln und Evangelien an allen bey uns üblichen Sonn- und Festtagen, mit Benutzung und Anführung der vorzüglichen ältern, besonders neuern Bibelausleger ausgearbeitet, und mit kurzen aus diesen Abschnitten hergeleiteten praktischen Sätzen begleitet. 2ter praktischer Anhang, welcher die gemeinnützige Anwendbarkeit der gewöhnlichen Episteln betrifft. 1. Heft Leipzig 1801, 2. Heft Leipzig 1803 Auch unter dem Titel : Praktische Anweisung zu einer fruchtbaren Einrichtung der Predigten über die gewöhnlichen Sonn- und festtägigen Episteln, zum Gebrauche für solche, die bey diesen Predigten ihrem eigenen Nachdenken durch gedrungene Gedanken eines Andern zu Hülfe kommen wollen. 1. und 2. Heft
- Diss. Mart. Luthers Religionsunterncht fur gemeine Christen, oder dessen kleiner Katechismus fur Schullehrer erklärt und mit einem Anhange versehen. Leipzig 1809
- Lehrbuch zum Vortrage der Religion in christlichen Bürger- und Landschulen.

1ste Abteilung: Der Unterricht über religiöse Wahrheiten für die untersten Classen.
2te Abtheilung: Unterricht über die Offenbarungszuverlassigkeit und über das Geschichtliche der christlichen Religion, für die mittlern Classen.
3te Abtheilung: Unterricht über die einzelnen Wahrbeiten der christl. Offenbarung, für die obersten Classen der Bürger- und Landschulen entworfen. Leipzig 1817
- De epistolae: quae dicitur ad Hebraeos, indole maxime peculiari. Leipzig 1821
- Einige Winke über den Geist der Måssigung in Bürger- und Landschulen. Freiberg 1822
- Ein Beytrag zur Special - Charakteristik der Johanneischen Schriften, besonders des Johanneischen Evangeliums. Leipzig 1823

## Weblink
- Eintrag bei Genwiki

| Personendaten    | Personendaten                   |
| ---------------- | ------------------------------- |
| NAME             | Seyffarth, Traugott August      |
| KURZBESCHREIBUNG | deutscher lutherischer Theologe |
| GEBURTSDATUM     | 31. Oktober 1762                |
| GEBURTSORT       | Sitzenroda                      |
| STERBEDATUM      | 13. April 1831                  |
| STERBEORT        | Freiberg                        |